# Amantul (film din 1992)
Amantul (titlul original: în franceză L’Amant)  este un film francez erotic, realizat în anul 1992 sub regia lui Jean-Jaques Annaud. Este transpunerea pe ecran a romanului omonim scris în 1984 de Marguerite Duras. Filmul este o coproducție franco-anglo-vietnameză.

## Acțiune
Întâmplările din film au loc prin anii 1920 în Indochina Franceză. După vacanța de vară, eleva franceză de 15 ani se reîntoarce la internatul din Saigon. Pe vaporul care circulă pe fluviul  Mékong ea va cunoaște un chinez bogat, care este cu 12 ani mai în vârstă. Cu toată diferența de vârstă, cei doi simt o atracție sexuală intensă. Între elevă și chinez are loc o aventură intimă, lucru dezapropbat de societatea din colonia franceză. Mama la aflarea știrii caută la început să interzică fetei relația cu chinezul. Ulterior familia fetei este nevoită să accepte tacit relația,  datorită datoriilor cauzate de frații ei care sunt consumatori de stupefiante. 
Însă relația dintre chinez și fata franceză, nu are nici un viitor, chinezul trebuie să se căsătorească cu o chineză bogată, iar fata se reîntoarce în Franța.

## Distribuție
- Jane March – eleva franceză
- Tony Leung Ka-Fai – chinezul
- Frédérique Meininger – mama fetei
- Arnaud Giovaninetti – fratele mai mare
- Melvil Poupaud – fratele mai mic
- Lisa Faulkner – Helène Lagonelle
- Xiem Mang – tatăl chinezului
- Philippe Le Dem – profesorul francez
- Ann Schaufuss – Anne-Marie Stretter

## Producția filmului
În căutarea rolul principal feminin regizorul Annaud a pornit o acțiune casting în Marea Britanie, Franța și SUA. El a vizitat școlile de actorie și a căutat candidata adecvată în nenumărate reviste. Din sutele de actrițe tinere, el a ales pe Jane March, un fotomodel de 17 ani pe care a văzut-o în septembrie 1990  pe prima pagină a revistei Just Seventeen. Între Duras, autorul romanului și regizorul Annaud, s-au iscat conflicte serioase, autorul romanului îi reproșează regizorului că nu a reprodus romanul ei în mod fidel. În final după mai multe tărăgănări filmul a apărut în premieră la data de 22 ianuarie 1992 în Franța și la data de 26 martie 1992, el a fost încununat de un succes deplin. Actrița Jane March, prin rolul ei jucat în mod natural și intensitetatea scenelor erotice, au contribuit la distingerea actriței britanice cu premiul Bambi. 
Datorită intensității și caracterului veridic prin filmările de aproape a scenelor erotice din film, presa britanică a presupus că în timpul filmărilor între cele două personaje principale  a avut loc un act sexual real. În presa britanică Jane March fiind poreclită „The Sinner from Pinnera“;  Păcătoasa din Pinner, Pinner este locul din Londra unde a copilărit March. Față de camapania din presă actrița și familia ei s-au simțit lezați și vor întrerupe orice contact cu regizorul Annaud, care prin afirmația: "dacă a fost sex sau nu, ce importanță are" nu a exclus presupunerile din presă.

## Literatură
- Marguerite Duras, Amantul, traducere în limba română de Emanoil Marcu, Humanitas, București, 2002;